# Laysan-pinty
A Laysan-pinty (Telespiza cantans) a madarak osztályának  verébalakúak (Passeriformes) rendjébe és a pintyfélék (Fringillidae) családjába tartozó faj.
A Nihoa-pinty (Telespiza ultima) közeli rokon faja.

## Előfordulása
Kizárólag az Északnyugati Hawaii-szigetek közé tartozó Laysan szigetén honos.
Egyike a sziget öt endemikus madarának (3 faj és 2 alfaj), de az intenzív emberi beavatkozásoknak köszönhetően ebből 3 mára kihalt. A kihalt madarak között van a szigeten endemikus Laysan-vízicsibe (Porzana palmeri) mellett a molnár nádiposzáta (Acrocephalus familiaris) törzsalakja, a laysan-szigeti molnár nádiposzáta (Acrocephalus familiaris familiaris), valamint az Apapane-gyapjasmadár (Himatione sanguinea) laysan-szigeti alfaja, a Himathione sanguinea freethii. 
A laysani récevel (Anas laysanensis) csak ez a kettő endemikus madár maradt a szigeten.
Száraz területeken él.
Több apróbb szigetre is betelepítették, a Pearl és a Hermes atollon ma is él egy kisebb állománya, de a Midway-szigetekre betelepített madarak mára kihaltak, a szigeten később meghonosodott patkányok miatt.

## Megjelenése
Testhossza nagyjából 11 centiméter. Csőre jellegzetesen lefelé görbülő. A hím tollazata sárgás színű, nyaka zöldes. A tojó tollazata fakóbb, mint a hímé, inkább barnás.

## Életmódja
Táplálkozási szokásaiban elég generalista faj, mindent elfogyaszt, amihez a szigeten hozzájut. Magvakat, rovarokat szed fel a talajról, eszik a szigeten talált hawaii barátfóka és tengeri madár tetemekből és ha hozzájut feltöri a kisebb tengeri madarak és a laysani réce tojásait is.

## Természetvédelmi helyzete
A betelepített állatok jelentenek rá veszélyt. A szigeten szabadon engedett üregi nyulak invázióját sikeresen túlélte, holott azok majdnem teljesen tarra rágták a szigetet. Feltehetőleg a táplálkozási szokásai segítettek ebben, mivel a növényzet eltűnésével, más táplálékforrásokra tudott átállni (dögök és tojások), így életben maradt.
A nyulak kiirtása óta állományai növekedtek.

## Fordítás
- Ez a szócikk részben vagy egészben  a   Laysan Finch című angol Wikipédia-szócikk fordításán alapul.  Az eredeti cikk szerkesztőit annak laptörténete sorolja fel. Ez a jelzés csupán a megfogalmazás eredetét és a szerzői jogokat jelzi, nem szolgál a cikkben szereplő információk forrásmegjelöléseként.